# Вулиця Михайла Грушевського (Київ)

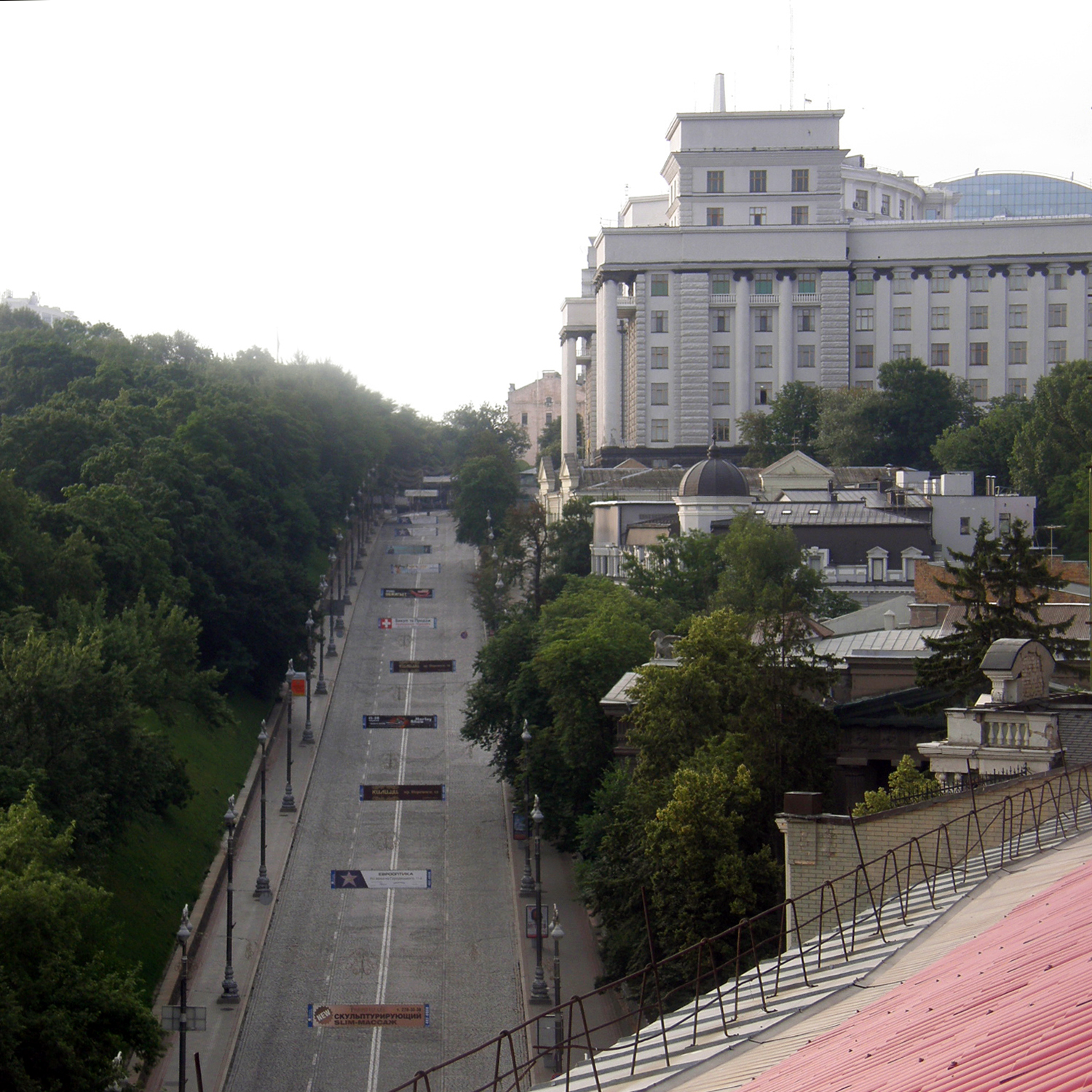
Вулиця вгору від Музейного провулка. Праворуч височиє Будинок Уряду.

Ву́лиця Миха́йла Груше́вського — вулиця в Печерському районі міста Києва, місцевість Липки. Пролягає від Європейської до Арсенальної площі.
Прилучаються вулиця Хрещатик, Володимирський узвіз, алея Магдебурзького права, Музейний провулок (двічі), вулиці Садова та Шовковична, площа Конституції, Липська вулиця, Кріпосний провулок, вулиці Князів Острозьких та Івана Мазепи.

## Історія
Вулиця виникла вздовж давнього Іванівського шляху, відомого від часів Русі. З давніх часів існувала як дорога, що сполучала Поділ з Печерськом. Найдавніша частина вулиці, що почала забудовуватися з середини XVIII століття, припадає на відрізок між Кріпосним провулком і Арсенальною площею. На початку 1810-х років вона отримала назву на честь імператора Олександра І — Олександрівська, та складала єдину вулицю разом із нинішніми Володимирським узвозом і вулицею Петра Сагайдачного. 
На той час праворуч від Царської площі до Миколаївської брами вулиця була щільно забудована. Лівий бік вулиці від Царської площі займали сади і парки, споруда Царського палацу, Олександро-Невська церква. Саме цим боком вулиці йшли богомольці від пристані з Подолу до Києво-Печерської лаври.
У 1869—1919 роках вулиця Михайла Грушевського разом із нинішніми Володимирським узвозом та вулицею Петра Сагайдачного становила єдину Олександрівську вулицю, яка у 1919 році отримала назву вулиця Революції. У 1934 році вулиця Революції була поділена на три частини.
У березні 1919 році отримала назву ву́лиця Револю́ції, з 1934 року — вулиця Кірова, на честь радянського партійного і державного діяча Сергія Кірова (назву підтверджено 1944 року). Під час окупації міста в 1942—1943 роках — Доктор Тодтштрасе (нім. dr. Todt Str.), на честь німецького промисловця, обергруппенфюрера СА, райхсміністра озброєння та амуніції Фріца Тодта (1891—1942). До 1955 року до складу вулиці Михайла Грушевського входив також Музейний провулок. Сучасна назва на честь українського історика і політичного діяча М. С. Грушевського — з 1991 року.
2012 року на ділянці, яка належало до того військовій частині № 23 (Микільська брама Київської фортеці), для тодішніх високопосадовців, впливових політиків та їхніх дітей збудували житловий комплекс, прозваний активістами «Будинком-монстром на Грушевського».
У другій половині січня 2014 року на початковому відтинку вулиці Михайла Грушевського (між Європейською площею і Музейним провулком) точилися багатоденні масові сутички між учасниками Євромайдану та підрозділами МВС, внаслідок чого загинули перші Герої Небесної сотні.

## Громадський транспорт
Лінію трамваю було прокладено вулицею 1894 року. За часів Російської імперії вулицею курсували маршрути № 3 та № 7. Згодом — у 1920-ті — 1940-ві роки — тут проходили маршрути № 3 та № 18 (на відтинку від Кріпосного провулку до Арсенальної площі). З 1950-х років було відкрито маршрут № 20 (сполучав Контрактову площу із Києво-Печерською лаврою), що було закрито 1960 року.
Потім, з 1960 року, по вулиці ходив тролейбус № 20, який курсував від Києво-Печерської лаври до площі Льва Толстого. Цей маршрут тролейбуса деякий час був єдиним, який курсував по Хрещатику. У березні 2001 року маршрут тролейбуса тимчасово закрили, а на його місці за схожим маршрутом запустили автобус № 24.
Ще раніше на ділянці вулиці від станції метро «Арсенальна» до Будинку Офіцерів (що на розі з Кріпосним провулком) курсували трамваї № 27 (від Воскресенки — до Палацу спорту; діяв з 1962 по 1998 роки) та № 35 (від Березняків до залізничного вокзалу; діяв з 1970 по 1995 роки). Але обидва маршрути скасували, а рейки у 1998—1999 роках демонтували. Частину колишніх трамвайних маршрутів зараз обслуговує автобус № 55 (від Дарницької площі до станції метро «Палац спорту»).
Єдиний маршрут, який залишився за останні 10 років — маршрут автобусу № 62. Але й він зазнав змін. Раніше він курсував від Контрактової площі до Печерського мосту, а зараз маршрут подовжений на дві зупинки — до Ботанічного саду (нового), таким маршрутом раніше у години «пік» рухався автобусний маршрут № 15.
Раніше вулицею курсувало маршрутне таксі № 238, що сполучає станцію метро «Видубичі» з Контрактовою площею.

## Будівлі і заклади
Музеї:
- Водно-інформаційний центр (Музей води) (№ 1в)
- Національний художній музей України (№ 6)
- Національний військово-історичний музей України (№ 30/1)

Театри:
- Київський державний академічний театр ляльок (№ 1а)

Бібліотеки:
- Національна парламентська бібліотека України (№ 1)
- Бібліотека ім. Остапа Вишні (№ 9)
- Бібліотека Верховної Ради України (№ 18/2)
- Бібліотека Центру культури, просвіти та дозвілля Збройних Сил України (№ 30/1)

Наукові установи:
- Інститут історії України НАН України (№ 4)
- Інститут літератури імені Тараса Шевченка НАН України (№ 4)
- Інститут мовознавства імені О. О. Потебні НАН України (№ 4)

Стадіони, спортивні бази:
- Стадіон «Динамо» імені Валерія Лобановського (№ 3)
- Стадіон «Арсенал» (№ 34)

Органи державної влади:
- Верховна Рада України (№ 5)
- Кабінет Міністрів України (№ 12/2)

Іноземні посольства та консульства:
- Посольство Китаю (№ 32)

Парки та сквери:
- Маріїнський парк (№ 5а)

Міністерства України:
- Міністерство охорони здоров'я України (№ 7)
- Міністерство фінансів України
- Міністерство економічного розвитку і торгівлі України (№ 12/2)

Будинки та палаци культури:
- Центральний будинок офіцерів Збройних сил України (№ 30/1)

Громадські організації
- Українське товариство істориків науки (№ 4)
- Національна спілка краєзнавців України (№ 4)
- Спілка офіцерів України (№ 30/1)

Готелі:
- Готель «Київ» (№ 26/1)

## Пам'ятки історії та архітектури
Державний реєстр національного культурного надбання:
| Зображення | Дошка | Найменування пам'ятки                          | Датування | Місцезнаходження                | Охоронний № та № у комплексі |
|            |       | Маріїнський палац (мур.)                       | 1752–1870 | вул. Михайла Грушевського, 5а   | 12 / 0                       |
|            |       | Будинок Музею старожитностей і мистецтв (мур.) | 1897–1900 | вул. Михайла Грушевського, 6    | 903 / 0                      |
|            |       | Будинок Уряду України (мур.)                   | 1936–1938 | вул. Михайла Грушевського, 12/2 | 2-Н / 0                      |

Державний реєстр нерухомих пам'яток України за категорією місцевого значення:
| Зображення | Дошка | Найменування пам'ятки | Датування                                                                  | Місцезнаходження                                       | Охоронний № |
|            |       | Гімнастичний зал стадіону «Динамо» ім. Лобановського                                                                           | 1951                                                                       | вул. Михайла Грушевського, 3                           | 411/1-КВ    |
|            |       | Головне спортивне ядро стадіону «Динамо» ім. Лобановського                                                                     | 1931–1936 — спорудження; реконструкції: 1956-66, 1977—1980, поч. 1990-х    | вул. Михайла Грушевського, 3                           | 411/2-КВ    |
|            |       | Головний вхід до стадіону «Динамо» ім. Лобановського                                                                           | 1936                                                                       | вул. Михайла Грушевського, 3                           | 411/3-КВ    |
|            |       | Будинок Київської удільної контори, нині МОЗ                                                                                   | 1871–1876 — дата спорудження; 1885—1887, 1875—1883, 1952—1956 — дати подій | вул. Михайла Грушевського, 7                           | 392-Кв      |
|            |       | Будинок прибутковий | Сер. XIX ст., 1894                                                         | вул. Михайла Грушевського, 8/16                        | 413-Кв      |
|            |       | Будинок житлово-будівельного кооперативу «Арсеналець»                                                                          | 1929–1931                                                                  | вул. Михайла Грушевського, 28/2 (пров. Кріпосний 2/28) | 393-Кв      |
|            |       | Будинок військової школи | 1914–1918; 1931                                                            | вул. Михайла Грушевського, 30/1 (пров. Кріпосний 1/30) | 394-Кв      |
|            |       | Будинок житловий, в якому проживали Володимир Лавриненко і Олександр Покришкін                                                 | 1967                                                                       | вул. Михайла Грушевського, 34а                         | 395-Кв      |
|            |       | Місце бойових дій та масової загибелі громадян в районі вул. Грушевського у м. Києві під час акцій протесту у лютому 2014 року | 2014                                                                       | вул. Михайла Грушевського, 1,2,3,4                     | 937-Кв      |

Пам'ятки, що не мають охоронного статусу:
- Вулиця М. Грушевського, 4-Б: флігель у садибі Бондарурер, споруджений між 1878 і 1883 роками, архітектор В. Ніколаєв[7]. У 2011 будівлю було внесено до реєстру пам'яток місцевого значення, але того ж року рішенням суду за позовом власників (ТОВ «Грааль», кінцеві бенефіціари — брати Дмитро і Михайло Табачники[8]) виключено з нього (остаточно охоронного статусу позбавлено в 2015, до цього часу на фасаді була охоронна дошка). З 2009 перебуває в занедбаному стані, у 2019 в будинку сталася пожежа з двома осередками займання. У травні 2021 Постійна комісія Київради з питань містобудування, архітектури та землекористування дала дозвіл на знесення пам'ятки. На початку 2000-х власник ділянки планував спорудити тут найвищу споруду в Україні — готельний комплекс заввишки 160 м [9] Разом із пам'яткою буде знищено старовинні східці й місток до Бегічевської (Бегічевої) гори, так звану стежку Хо Ші Міна (маршрут прохідними дворами з Майдану Незалежності до стадіону «Динамо») та народну стіну Цоя.

## Меморіальні та анотаційні дошки
| Зображення | Кому присвячено | Адреса                          | Дата встановлення                |
|            | Білодіду Івану Костянтиновичу, бронза, барельєфний портрет; скульптор Валентин Борисенко, архітектор Анатолій Чемерис     | вул. Михайла Грушевського, 4    | 1984                             |
|            | Шевченку Федору Павловичу                                                                                                 | вул. Михайла Грушевського, 4    |                                  |
|            | Бойченку Олександру Максимовичу, бронза, граніт, барельєфний портрет; скульптор Василь Оснач, архітектор Ісроель Шмульсон | вул. Михайла Грушевського, 9/2  | 1959 Демонтовано у 2020          |
|            | Тут збиралися декабристи в 20-х роках XIX ст.                                                                             | вул. Михайла Грушевського, 14   | грудень 1925                     |
|            | Пушкіну Олександру Сергійовичу                                                                                            | вул. Михайла Грушевського, 14   | Демонтовано 14 вересня 2023 року |
|            | Леонтовичу Володимиру Миколайовичу                                                                                        | вул. Михайла Грушевського, 16   |                                  |
|            | Майбороді Георгію Іларіоновичу, скульптор Олександр Скобліков                                                             | вул. Михайла Грушевського, 16   | 1995                             |
|            | Шамілю | вул. Михайла Грушевського, 28/2 |                                  |
|            | Лавриненку Володимиру Дмитровичу                                                                                          | вул. Михайла Грушевського, 34а  |                                  |
|            | Покришкіну Олександру Івановичу                                                                                           | вул. Михайла Грушевського, 34а  |                                  |